# Christina Lindström (författare)
Anna Christina Lindström, född 1 november 1972, är en svensk författare och gymnasielärare. 

## Biografi
Christina Lindström är författare och gymnasielärare. Sedan 2015 har hon gett ut nitton böcker samt medverkat i flera antologier. År 2019 vann hon Storytel Awards i ungdomskategorin för romanen Finns det björkar i Sarajevo? tillsammans med inläsaren Martin Wallström. År 2019 opererades Lindström för en hjärntumör och fick efteråt permanenta nervskador.
År 2021 gav hon ut Så nära att det bränns, som beskriver gängkriminalitet och ungdomsmiljöer med en skrämmande avsaknad av moral och etisk kompass. Hösten 2022 gav hon tillsammans med sin make Jan Andersson ut Göteborgsbaserade feelgood-romanen Under samma tak på Modernista förlag. Hon gav denna höst även ut barnboken Totalt bortglömd, som blev nominerad till Barnradions bokpris, samt medverkade i två antologier. År 2024 gav hon ut ungdomsboken Jag vill dig. Hon tilldelades 2024  Schullströmska priset för barn- och ungdomslitteratur.